# Total-Pop
Total-Pop var det svenska punkbandet Ebba Gröns tredje singel, utgiven den 6 april[källa behövs] 1979 på skivbolaget Mistlur Records.
Singeln är en av titlarna i boken Tusen svenska klassiker (2009).

## Låtlista
1. "Vad ska du bli?"
2. "Häng Gud"

### Fotnoter
1. ↑  ”Totalpop”. Discogs.com. http://www.discogs.com/E-Gr%C3%B6n-Totalpop/release/640672. Läst 7 februari 2013.
2. ↑  Gradvall et al 2009, nr. 532